# چارلز اینگرام
چارلز اینگرام (انگلیسی: Charles Ingram؛ زادهٔ ۶ اوت ۱۹۶۳) کلاهبردار، رمان‌نویس، سرگرد سابق ارتش بریتانیا و تعمیرکار کامپیوتر است که به خاطر حضورش در برنامه بازی تلویزیونی چه کسی می‌خواهد میلیونر شود ؟ و تقلب در آن شناخته می‌شود. در قسمت‌های ضبط‌شده در سپتامبر ۲۰۰۱، اینگرام به درستی به پانزده سؤال پاسخ داد تا جایزه حداکثر ۱ میلیون پوندی نمایش را به دست آورد، اما به دلیل مشکوک بودن به تقلب، جایزه به وی تعلق نگرفت. او متهم بود که تبانی با برخی از شرکت کنندگان از طریق سرفه آنان متوجه جواب صحیح شده و بدین ترتیب توانسته پاسخ صحیح به همه سوالات بدهد. پس از یک محاکمه طولانی در دادگاه ساوت‌وارک، اینگرام اتهام تقلب و فریب محکوم شد. او متعاقباً در سال ۲۰۰۳ به دلیل یک جرم نامرتبط شامل کلاهبرداری بیمه ای مجرم شناخته شد و از سوی هیئت ارتش مجبور به استعفا شد.

## رسوایی چه کسی می‌خواهد میلیونر شود؟
در ۹ سپتامبر ۲۰۰۱، اینگرام یکی از شرکت کنندگان در برنامه بازی ITV چه کسی می‌خواهد میلیونر شود؟، قبل از او همسرش دایانا و برادرش آدریان پولاک که هر کدام ۳۲۰۰۰ پوند به عنوان شرکت کننده در برنامه برنده شده بودند. برای آماده‌سازی، اینگرام حدود بیست دقیقه در روز بر روی دستگاه خانگی " Fastest Finger First " تمرین کرد. اینگرام وارد «صندلی داغ» شد، اما خیلی از دو ۲ کمک خود برای پاسخگویی استفاده کرد و ۴ هزار پوند برنده شد. تیم سازنده شک داشتند که او در زمان از سرگیری فیلمبرداری به مسابقه ادامه دهد. اما او آنها را غافلگیر کرد و به جکپات ۱ میلیون پوندی رسید.
زمانی که اینگرام مجموعه را ترک کرد، شرکت سازنده نمایش، سلادور، شروع به دریافت ادعاهایی مبنی بر بی نظمی در مسابقه شد و پرداخت جکپات را برای بررسی دقیق‌تر موضوع به حالت تعلیق درآورد. در همان زمان، مجری برنامه، کریس تارانت، لحظاتی قبل از اینکه تارانت در اتاق رختکن آنها برای شامپاین به آنها ملحق شود، شنید که اینگرام‌ها (همسر و برادرش) با وجود موفقیت اینگرام با هم دعوا کرده‌اند. یکی دیگر از اعضای تیم تولید نیز به فکر مشابهی در مورد رفتار این زوج اشاره کرد. در حین بررسی ضبط، تیم سازنده بین پاسخ‌های اینگرام و سرفه‌های یکی از شرکت‌کنندگان در انتظار مسابقه، ارتباط برقرار کردند. در نمونه‌ای دیگر، سرفه‌های همسر اینگرام در حالی که او در بین تماشاچیان حضور داشت، هم شنیده شد. با توجه به این شواهد، هر سه متهم به کلاهبرداری متهم شدند و موضوع برای تحقیقات بیشتر در اختیار پلیس آگاهی قرار گرفت. Whittock (تماشاگری که سرفه می‌کرد) و Ingrams در نهایت به فریب متهم شدند.

### دادگاه
پس از یک محاکمه در دادگاه ساوتوارک کراون که چهار هفته به طول انجامید (شامل بحث هیئت منصفه به مدت سه روز و نیم)، اینگرام، همسرش و ویتوک در ۷ آوریل ۲۰۰۳ با اکثریت آرا مجرم شناخته شدند. اینگرام‌ها و ویتاک هر دو به زندان محکوم شد. و هر کدام ۱۵۰۰۰ پوند جریمه نقدی و ۱۰۰۰۰ پوند برای هزینه‌های پیگرد قانونی پرداخت کردند. ظرف دو ماه پس از صدور حکم و حکم، قاضی دادگاه به اینگرام‌ها دستور داد تا هزینه‌های دفاعی اضافی را بپردازند که در مجموع ۱۱۵۰۰۰ پوند بازپرداخت کردند.
در ۱۹ اوت ۲۰۰۳، هیئت ارتش به اینگرام دستور داد تا پس از شانزده سال خدمت از کمیسیون خود به عنوان سرگرد استعفا دهد، اما اظهار داشت که این بر حقوق بازنشستگی وی تأثیری نخواهد داشت.
در ۱۹ مه ۲۰۰۴، دادگاه استیناف اجازه اعتراض اینگرام به محکومیت خود را رد کرد و حکم او را تأیید کرد، اما با لغو جریمه و هزینه‌های تعقیب قضایی همسرش موافقت کرد. در ۵ اکتبر، مجلس اعیان اینگرام را برای استیناف علیه هزینه‌های جریمه و پیگرد قانونی خود رد کرد و او به دادگاه حقوق بشر اروپا شکایت کرد. در ۲۰ اکتبر، قاضی دادگاه اولیه دستور هزینه‌های دفاعی اینگرام را به ۲۵۰۰۰ پوند و حکم هزینه‌های دفاعی دیانا را به ۵۰۰۰ پوند کاهش داد. هزینه‌های دفاعی اینگرام بعداً در دادگاه تجدید نظر به ۵۰۰۰ پوند کاهش یافت.

## بعد از میلیونر

### کتاب‌ها
از زمان ترک ارتش، اینگرام دو رمان نوشته‌است: شبکه (۲۰۰۶) و محاصره عمیق (۲۰۰۷).

## زندگی شخصی
اینگرام با همسرش دایانا ملاقات کرد، زمانی که او برای معلمی در کالج بری در ولز آموزش می‌دید. این دو در اولین پست او با مهندسان سلطنتی در آلمان نامزد کردند. آنها در نوامبر ۱۹۸۹ ازدواج کردند و دارای سه فرزند هستند.
در سال ۲۰۱۰ او سه انگشت پای چپ خود را در تصادفی با ماشین چمن زنی از دست داد.